# NetBurst微架構
Netburst微處理器架構，Intel内部称为P68，為英特爾的X86微處理器架構，P6微處理器製程的後繼者。第一個使用這架構的CPU是Pentium 4的第一代核心Willamette，於2000年推出。所有后继的Pentium 4和Pentium D衍生架构也都基于Netburst。2001年中期推出的〔Foster核心〕亦是基于此架構；但此后Xeon核心切换到其他架构。基於Pentium 4的Celeron也使用了此架構。
为了与前代架构区别，有时也將Netburst稱作Intel P7或Intel 80786，但都不是官方名稱。事實上，P7被Intel内部用作Itanium處理器微架構的代號。

## 技術

### 超深管線技術
第一代的NetBurst架構的核心的Willamette擁有比Pentium III的10級管線更多的20級管線。直到最後的Prescott核心，它有令人驚奇的31級管線。深管線可以讓處理器以更高的時脈運作，但這個做法有很多壞處，主要是減低了一個週期中可執行的指令數。另一方面，深管線在預測執行預測錯誤時的效能損失更大。因此NetBurst使用快速執行引擎以解決問題。

### 快速執行引擎
處理器上的算術邏輯單元在這個技術下會有核心時脈的兩倍時脈速度。即3.5GHz的處理器，其算術邏輯單元則以7GHz速度運行。此舉用以解決IPC過低的問題，同時增強其整數的運算能力。但有部份指令會在此情形下相對及絕對的運行較慢。

### 执行跟踪高速缓存
英特爾稱之為Execution Trace Cache（执行跟踪高速缓存）的快取包含在L1快取中，其儲存了已解碼的指令。當處理器收到新的指令時，處理器會在L1直接存取指令，取代一般的解碼工作，以減低時間。另外，在L2的指令都有預計的執行路徑，故在讀取後續指令時，處理器已經執行正確次序。
雖然有這些最佳化，但是NetBurst仍未能證明其成功。英特爾認為它可以挑戰10GHz的時脈速度，但當其時脈提昇至3.8GHz的時候，英特爾仍未能解決發熱量的問題。最後英特爾決定放棄NetBurst，並由Intel位於以色列海法的實驗室負責開發全新架構取代。

## 版本

### Willamette
- 第一代使用NetBurst架構的核心
- Socket 423
- 180納米製程
- 2000年推出
- 12級管線
- 256KB L2快取

### Northwood
- 第二代使用NetBurst架構的核心
- Socket 478
- 2002年1月推出
- 130納米製程
- 20級管線
- 共有三個不同前置匯流排的版本
  - 400 MHz
  - 533 MHz
    - 3.06GHz的處理器加入超線程技術
    - 型號中一律加入B以分別

  - 800 MHz
    - 全部加入超線程
    - 型號中一律加入C以分別
- 512KB L2快取

### Prescott
- 第三代使用NetBurst架構的核心
- 2004年2月推出
- 31級管線
- 90納米製程
- 分別使用兩種介面
  - Socket 478 - 型號一律加上E〔800MH外頻〕或A〔533MHz外頻〕
  - LGA775 - 一律以新命名法命名〔5XX系列及6XX系列〕
- L2加大至1MB，隨後2MB
- 支線預測器有重大的更新
- 加入SSE3
- 部份加入EM64T、xD

雖然有大量新的特色，但只有Northwood相近的時脈〔當時由2.8GHz起跳〕，同時熱量不斷上升。

### Smithfield
- 為兩枚Prescott合併而成的雙核心版本，大部份跟Prescott 5X1系列處理器一樣。
- Smithfield為Pentium D 8XX系列。

### Cedar Mill/Presler
- 為65納米（65 nm）製程
- Cedar Mill為單核心（Pentium 6X1系列），Presler為雙核心（Pentium D 9XX系列）
- 為最後使用NetBurst的核心

## 後繼者
英特爾宣佈以Intel Core微處理器架構取代NetBurst微處理器架構。
於2006年初推出的Presler將會是最後一個使用NetBurst的桌面處理器核心，將會被使用Intel Core架構的Conroe取代。

## 基於NetBurst的處理器
- Celeron（與Pentium 4同期）
- Celeron D
- Pentium 4
- Pentium 4 Extreme Edition
- Pentium D
- Pentium Extreme Edition
- Xeon（與Pentium 4同期）